# Голубая эскадрилья
15-я испанская эскадрилья (нем. 15 Spanische Staffel) - испанские добровольческие истребительские эскадрильи, входившие в состав ВВС Нацистской Германии. Действовали на Восточном фронте Второй мировой войны. Несмотря на единственное число в официальном наименовании, всего эскадрилий было пять.
Более известны под прозвищем «Голубые эскадрильи» (исп. Escuadrillas Azules).

## История

### 1-я эскадрилья
Первая эскадрилья была сформирована 14 июля 1941 года в Мадриде. В неё входило 17 ветеранов Гражданской войны в Испании, в числе которых командир формирования майор Ангель Салас Ларрасабаль. 27 июля того же года первая эскадрилья прибывает в Берлин для назначенной подготовки в 1-й истребительной лётной школе.
В начале сентября эскадрилья получает в своё распоряжение двенадцать истребителей Messerschmitt Bf 109E-4 и Messerschmitt Bf 109E-7/B, после чего отправляется на фронт с СССР. Базировалась на аэропорте Мошна под Смоленском.
Принимала участие в битве за Москву. За время вылетов эскадрилья теряет четырёх членов, в числе которых лейтенант Льюис де Алькосер Морено-Абейа, майор Хосе Муньос Хименес-Мийас и капитан Аристидес Гарсиа-Льопес Ренгель.
7 апреля 1942 года возвращается в Испанию, имея на счету 422 боевых вылета.

### 2-я эскадрилья
Вторая эскадрилья была сформирована 6 февраля 1942 года в Морон-де-ла-Фронтере. Командиром был назначен майор Хулио Сальвадор Диас-Бенхумеа.